# Angela Davis
Angela Yvonne Davis, ameriška politična aktivistka, filozofinja, pisateljica, učiteljica in profesorica, * 26. januar 1944, Birmingham, Alabama, ZDA.
Angela Davis je profesorica na kalifornijski univerzi Santa Cruz. Je feministka in marksistka in je bila dolgoletna članica Komunistične partije ZDA (Communist Party USA - CPUSA) ter je ustanovna članica dopisnih odborov za demokracijo in socializem (Committees of Correspondence for Democracy and Socialism - CCDS). Je avtorica več kot desetih knjig o socialnih razredih, spolu, rasi in zaporniškem sistemu ZDA. 

## Zgodnje življenje
Angela Davis se je rodila 26. januarja 1944 v Birminghamu v Alabami Franku Davisu in Sallye Davis. Njen oče B. Frank Davis je bil lastnik bencinske črpalke, njena mati Sallye E. Davis pa je bila učiteljica v osnovni šoli. Ima dva brata, Bena in Reginalda, ter sestro Fanio. Njena družina je živela v soseski "Dynamite Hill", ki so jo v petdesetih letih prejšnjega stoletja zaznamovali bombni napadi na hiše, s katerimi so poskušali ustrahovati in pregnati črnce srednjega razreda, ki so se tja preselili.

### Šolanje
Končala je srednjo šolo Parker v Birminghamu v Alabami, nato pa je študirala francoščino na univerzi Brandeis in filozofijo na Univerzi v Frankfurtu v Zahodni Nemčiji. Ko se je Angela učila pri filozofu Herbertu Marcuseju, ugledni osebnosti frankfurtske šole, se je začela vse bolj ukvarjati s skrajno levo politiko. Po vrnitvi v ZDA je študirala na kalifornijski univerzi v San Diegu, nato pa se je preselila v Vzhodno Nemčijo, kjer je doktorirala na Univerzi Humboldt v Berlinu.

## Politično delovanje
Angela Davis se je pridružila komunistični stranki in se tedaj vključila v radikalno črno politiko in v več organizacijah za črne ženske, vključno s feminističnim gibanjem Sisters Inside in Critical Resistance.
Pridružila se je tudi politični organizaciji Black Panthers Party (BPP) in študentskemu nenasilnemu koordinacijskemu odboru (SNCC). Bila je del vse črne komunistične skupine, imenovane Che-Lumumba Club, in prek te skupine začela organizirati javne proteste. 
Leta 1969 se je zaposlila kot profesorica za filozofijo na Kalifornijski univerzi v Los Angelesu (UCLA). UCLA-jev upravni odbor jo je kmalu odpustil zaradi njenega članstva v komunistični partiji; po tem ko je sodišče razsodilo, da je to nezakonito, jo je univerza ponovno odpustila, tokrat zaradi uporabe hujskaškega govora.  

### Aretacija
V imenu treh zapornikov, ki so poskušali ustvariti marksistični krog med tistimi, ki so služili za čas in jih je osebje zapora pogosto zlorabljalo, je Davis začela organizirati proteste, zbirati sredstva za njihovo obrambo in javno pozivati k njihovi izpustitvi. Angela je začela prejemati grožnje po telefonu in pošti, zato je pridobila več vrst strelnega orožja. Eden od bratov Soledad ga je uporabil na sodišču, ko so jih leta 1970 poskušali izpustiti. Sodnik in trije črnci so bili v streljanju ubiti, več ljudi je bilo ranjenih. Orožje, uporabljeno med napadom, vključno s puško, s katero je bil sodnik ubit, je Angela Davis pridobila dva dni pred storjenim kaznivim dejanjem. Po tem incidentu je odšla na beg in FBI jo je postavil na seznam "desetih najbolj iskanih kriminalcev". Našli so jo v New Yorku, kjer je bila nato aretirana. 
V zaporu je preživela več kot eno leto. Na mednarodni ravni se je protest proti nasilju v kazenskem pravosodnem sistemu začel povečevati.
Med sojenjem leta 1972 je bila oproščena vseh obtožb. Po sprostitvi je šla na nacionalno turnejo s predavanji, pogovori in pisanjem o državljanskih pravicah, reformi zaporov in socialnih spremembah.

## Politično delovanje
Leta 1972 je začela poučevati na državni univerzi v San Franciscu, čeprav ji je bilo po obtožbah poučevanje na velikih univerzah prepovedano. 
Od leta 1975 do 1977 je Davis delala kot predavateljica afroameriških študij na univerzi v Claremontu, kasneje pa je poučevala ženske in etnične študije na univerzi v San Franciscu. 
Leta 1980 in 1884 je postala podpredsednica Komunistične partije. Državljane ZDA je pozvala k revoluciji z realizmom in poskušala prepričati radikale, da nabirajo podporo Demokratični stranki. Napisala številne knjige o aktivizmu. Njen glavni poudarek na socialnem delu je bila država zapornikov v ZDA. 
Leta 1995 je Davis oblikovala Afroameriško agendo 2000 za zavezništvo črnih feministk, potem ko je nasprotovala maršu Million Man March in nasprotovala odsotnosti žensk s tega dogodka. 
Leta 2003 je na unverziteti Agnes Scott predavala o nepoštenosti smrtne kazni, uvedbi reforme v zaporih, vprašanjih manjšine v družbi in ozadju kazenskega pravosodnega sistema v ZDA. 
Leta 2007 je na kalifornijski univerzi v Santa Cruzu začela poučevati "Zgodovino zavesti". Bila je tudi govornica na univerzi Grinnell. 
Leta 2008 je Davis predavala na univerzi Howard. Govorila je tudi o študijah spolov na univerzi v Charlestonu. 
Leta 2009 je bila glavna govornica na spominskem praznovanju Martina Lutherja Kinga na državni univerzi v Louisiani. Bila je tudi govornica na univerzi v Virginiji Carter G. Woodson. 
Leta 2010 je Davis predavala na univerzi Trinity v Teksasu. Na konferenci je izrazila svoje cilje, da bi v celoti zaprli zapore. 
Davis je leta 2012 na univerzi v Pitzerju v Claremontu bila nagrajena za svoje delo na področju človeštva in dobrega počutja planeta. 
Leta 2013 je na univerzi Gustavus Adolphus v Saint Peteru, Minnesoti, govorila o reformah zaporiv v ZDA.

## Dela
- Angela Davis: An Autobiography, Random House (1974), Avtobiografija Angele Davis, prevedena v slovenščino.
- If They Come in the Morning: Voices of Resistance (New York: Third Press, 1971), (Če pridejo zjutraj: Glasovi upiranja);

Sojenja Angele Davis se spominjamo kot enega najbolj zgovinsko-političnih procesov v Ameriki in nihče ne more povedati te zgodbe bolje kot Davisova sama. Knjiga, ki se začne s pismom Jamesa Baldwina Angeli in vklučuje prispevke številnih radikalcev in komentatorjev, kot so črni panterji, George Jackson, Huey P. Newton, Bobby Seale in Erica Huggins, ni le poročilo o Davisovi zaporni kazni in bojih v zvezi z njo, temveč tudi najbolj celovita in temeljita analiza zaporniškega sistema ZDA.
- Women, Race and Class, Random House (1981), (Ženske, rasa in razred);

To je tretja knjiga Davisove in zajema zgodovino ZDA, od trgovine s sužnjiin in gibanja za abolicionizem (za takojšnjo odpravo suženstva v južnih državah ZDA) do gibanja za osvoboditev žensk, ki se je začelo v 60. leih 20. stoletja. Vsebuje feministično analizo spola, rase in družbenega razreda.
- Women, Culture & Politics, Vintage (1990), (Ženske, kultura in politika, Starodoba);

Zbirka govorov in zapisov Angele Davis, ki obravnavajo politične in družbene spremembe v zvezi z bojem za rasno, spolno in ekonomsko enakost.
- Blues Legacies and Black Feminism: Gertrude "Ma" Rainey, Bessie Smith, and Billie Holiday, Vintage Books (1999), (Zapuščine bluza (glasbena zvrst) in črni feminizem);

Angela Davis predstavlja zgodovinski, družbeni in politični kontekst, ki omogoča ponolno interpretacijo nastopov in besedil treh temnopoltih pevk (Gertrude Ma Rainey, Bessie Smith, Billie Holiday) kot močne artikulacije alternativne zavesti, ki je v globokem nasprotju z glavnim tokom ameriške kulture.
- Are Prisons Obsolete?, Seven Stories Press (2003), (Ali so zapori zastareli?);

 V knjigi želi Davisova dokazati, da se čas zaporov bliža koncu. Zavzema se za odpravo zapiranja in za preoblikovanje družbe kot celote. 
- Abolition Democracy: Beyond Prisons, Torture, and Empire, Seven Stories Press (2005), (Odprava demokracije: Onstran zaporov, mučenja in imperija);

Davisova govori o svojih lastnih izkušnjah v zaporu in kot »sovražnik države«, ter o tem, da je bila dana na FBI-jev seznam “najbolj iskanih”. Govori o ključni vlogi mednarodnega aktivizmav njenem primeru in v primeru številnih drugih političnih zapornikov. 
- The Meaning of Freedom: And Other Difficult Dialogues (City Lights), (2012), (Pomen svobode: In drugi zahtevni dialogi);

V delu Davisova poziva bralce, naj si predstavljajo družbeno pokrajino brez institucionalnih in kulturnih krivic. Trdi, da je svoboda proces postajanja, ki ga ni mogoče v celoti uresničiti brez kolektivnega sodeoivanja zahtevne družbe. Obravnava, kako sta feminizem in rasizem povezana z našim vsakdanjim življenjem.
- Freedom Is a Constant Struggle: Ferguson, Palestine, and the Foundations of a Movement, Haymarket Books (2015), (Svoboda je stalen problem: Ferguson, Palestina in osnove gibanja)

Gre za zbirko esejov, intervjujiv in govorov, v kateri Davisova osvetluje povezavo med boji proti državnemu nasilju in zatiranju skozi zgodovino in po svetu. Poudarja povezave in analizira boje proti državnemu terorju od Fergusona in Palestine.

## Nagrade
Njen primer je pritegnil posebno pozornost v Sovjetski zvezi, ki ji je leta 1979 podelila Leninovo nagrado za mir. Prejela je tudi častni doktorat na Univerzi v Leninu in na Univerzi v Leipzigu.